# Euptychia sylvina
Euptychia sylvina är en fjärilsart som beskrevs av Felder 1867. Euptychia sylvina ingår i släktet Euptychia och familjen praktfjärilar. Inga underarter finns listade i Catalogue of Life.